# 2004年アテネオリンピックのラトビア選手団
2004年アテネオリンピックのラトビア選手団（2004ねんアテネオリンピックのラトビアせんしゅだん）は、2004年8月13日から8月29日にかけてギリシャの首都アテネで開催された2004年アテネオリンピックのラトビア選手団、およびその競技結果。

## 概要
今大会は銀メダル4個、合計4個のメダルを獲得した。

## メダル
| メダル | 選手名                     | 競技 | 種目       |
| ------ | -------------------------- | ---- | ---------- |
| 銀     | バディムス・バシレフスキス | 陸上 | 男子やり投 |
| 銀     | エフゲニ・サプロネンコ     | 体操 | 男子跳馬   |